# Pertinax
 For alternative betydninger, se Pertinax (flertydig). (Se også artikler, som begynder med Pertinax)
Publius Helvius Pertinax (1. august 126 – 28. marts 193) var en romersk kejser i månederne januar 193 – marts 193. Han var  kendt som Pertinax og var den første romerske kejser, der var søn af en frigivet slave. Selv gjorde han udmærket karriere som officer og statholder i England) under Marcus Aurelius og havde under Commodus posten som bypræfekt i Rom. Ved mordet på Commodus udnævntes han omgående til kejser.
Pertinax' styre blev kort og hektisk. Han genoptog reform- og socialpolitikken fra Marcus Aurelius' tid, søgte at sanere økonomien og roses i øvrigt for sin beskedenhed, men kom hurtigt på kant med prætorianergarden, da han ikke ville imødekomme dens lønkrav. Marts samme år myrdedes han derfor ved et mytteri i Rom, som kastede landet ud i en borgerkrig. 